# Uri Rosenthal
Uriël Rosenthal, detto Uri (Montreux, 19 luglio 1945), è un politico olandese, appartenente al Partito Popolare per la Libertà e la Democrazia (VVD) e Ministro degli Affari Esteri dei Paesi Bassi nel I Governo Rutte dal 14 ottobre 2010 al 5 novembre 2012.
In precedenza fu membro del Senato dei Paesi Bassi dal 8 giugno 1999 al 14 ottobre 2010 e capogruppo parlamentare del Senato dal 5 maggio 2005 al 14 ottobre 2010.
Insegnò scienza politica e amministrazione pubblica dal 1980 al 2010 presso l'Università Erasmus di Rotterdam e l'Università di Leida.
È sposato dal 4 gennaio 1973 con Dinah Rosenthal, originaria di Haifa, in Israele. Attualmente vive a Rotterdam con la moglie e i loro due figli.